# Somer
Somer eller Somerojärvi är en sjö i Finland. Den ligger i kommunen Kuusamo i landskapet Norra Österbotten, i den nordöstra delen av landet, 600 km norr om huvudstaden Helsingfors. Somer ligger 238,1 meter över havet. Den är 38,8 meter djup. Arean är 1,76 kvadratkilometer och strandlinjen är 22,31 kilometer lång. Sjön  ingår i Uleälvens huvudavrinningsområde. 